# Aleksandr Frídman
Aleksandr Aleksàndrovitx Frídman rus: Алекса́ндр Алекса́ндрович Фри́дман, conegut internacionalment com a Alexander Friedmann (Sant Petersburg, 16 de juny de 1888 - Leningrad, 16 de setembre de 1925), va ser un físic i matemàtic rus. Les equacions de Friedmann, que descriuen la dinàmica d'expansió d'un univers homogeni i isòtrop, són designades així en honor seu.

## Biografia
Entre 1918 i 1920 fou professor a la Universitat de Perm. Des de 1920 fins al 1924 ho fou a Petrograd, on ensenyava física i matemàtiques. A conseqüència de l'aïllament dels científics soviètics, Friedmann no coneix l'existència de la teoria de la relativitat general d'Einstein fins al 1920. Des d'aquell moment, comença a aprofundir en el tema; és el primer que entreveu que aquesta teoria barreja gravitació, temps i espai, i que aquesta relació permet l'estudi de l'estructura de l'univers en el seu conjunt.
L'article que representa l'inici de la cosmologia no estàtica és publicat el juny de 1922. Friedmann hi descriu tres tipus d'evolució en la cronologia de l'univers, implicant sobretot una singularitat inicial. Una violenta controvèrsia oposa Friedmann i Einstein, que refusarà molt de temps la idea d'un univers no estàtic.
Alexander Friedmann és un dels tres pares de l'expansió de l'univers, amb Georges Lemaître i George Gamow, els quals han donat lloc a la mètrica de Friedmann-Lemaître-Robertson-Walker. També va participar en el vol en globus aerostàtic que l'any 1925 aconseguí el rècord d'altitud, amb 7.400 metres. Poc després moriria de febre tifoidea.